# Robert Paul (athlétisme)
Pour les articles homonymes, voir Robert Paul et Paul.
Robert Paul (né le 20 avril 1910 à Biganos - mort le 15 décembre 1998 à Pessac) est un athlète français multi-disciplinaire. Il remporte 12 titres nationaux, dans quatre disciplines différentes, de sprint et de saut.
Il a été essentiellement licencié au CA Bègles à la fin des années 1920, au Racing club de France au milieu des années 1930, et de nouveau à Bègles durant la guerre. 
Il participe aux Jeux olympiques d'été de 1936 en terminant huitième de la finale du saut en longueur.
Robert Paul a battu à plusieurs reprises le record de France du saut en longueur ; son dernier record, 7,70 m en 1935, ne fut amélioré qu'un quart de siècle plus tard, en 1960, par Collardot, qui atteignit alors 7,73 m.

## Palmarès
- 25 sélections en équipe de France A, de 1929 à 1937
- 7 fois recordman de France du saut en longueur, sur une durée de 28 ans !
- Vice-champion d'Europe au relais 4 × 400m en 1934
- 4e du saut en longueur de ces 1er championnats d'Europe de 1934 à Turin.
- Champion de Grande-Bretagne du saut en longueur en 1934 et 1935
- Champion de France du 100m en 1934, 1935 et 1936
- Champion de France du 200m en 1933
- Champion de France du saut en longueur: à six reprises, de 1931 à 1937
- Champion de France du triple-saut en 1937